# برایان کرنیگان
برایان ویلسون کرنیهان (به انگلیسی: Brian Wilson Kernighan) (و به تلفظ «کِرنیهان» به جای تلفظ مرسوم ولی اشتباهِ «کرنیگان») (زاده ۱ ژانویه ۱۹۴۲) یک دانشمند رایانه کانادایی است که در آزمایشگاه‌های بل در کنار خالقین یونیکس، کن تامسون و دنیس ریچی کار کرده و در توسعه سیستم‌عامل یونیکس مشارکت داشته‌است. او همچنین توسعه‌دهنده همکار در طراحی زبان‌های برنامه‌نویسی ای دبلیو کی و ای‌ام‌پی‌ال بوده‌است. حرف 'K' در K&R و AWK از نام خانوادگی ایشان گرفته شده‌است.
نام کرنیهان به‌واسطه نوشتن کتاب مشترکی به همراه دنیس ریچی به نام زبان برنامه‌نویسی سی بر سر زبان‌ها افتاد. او گفته‌است که در طراحی زبان سی نقشی نداشته‌است. («این [زبان] به‌طور کامل کار دنیس ریچی است») او برنامه‌های بسیاری برای یونیکس نوشت، مانند کرون و ditroff برای نسخه ۷ یونیکس. همچنین کرنیهان ابداع‌کننده اصطلاح (آنچه می‌بینید همه آن چیزی است که دریافت می‌کنید. (به انگلیسی: What You See Is All You Get)) که یک گونه نیشدار از اصطلاح (آنچه می‌بینید همان چیزی است که دریافت می‌کنید (به انگلیسی: What You See Is What You Get)) است. در حقیقت این اصطلاح اشاره به این مطلب دارد که رابط‌های کاربری گرافیکی ممکن است دست کاربران حرفه‌ای را ببندند و او را محدود کنند.
کرنیهان در دهه ۱۹۷۰ نام «Unix» را ابداع کرد. واژه اصلی که او ابداع کرده بود Unics بود (Uniplexed Information and Computing Service) که بعدها به Unix تغییر کرد.

## زندگی و تحصیلات
او در تورنتو زاده شد. کرنیهان طی سال‌های ۱۹۶۰ تا ۱۹۶۴ در دانشگاه تورنتو حضور یافت و مدرک کارشناسی خود را در رشته علوم مهندسی دریافت کرد. او مدرک دکترای خود را از دانشگاه پرینستون در رشته مهندسی الکترونیک دریافت کرد، جایی که او تا سال ۲۰۰۰ استاد رشته علوم رایانه بود. او در هر پاییز درسی به نام «کامپیوتر در دنیای ما» را تدریس می‌کرد که در آن به معرفی اصول کامپیوترها برای رشته‌های نامرتبط می‌پرداخت.